# ویلا مایرا

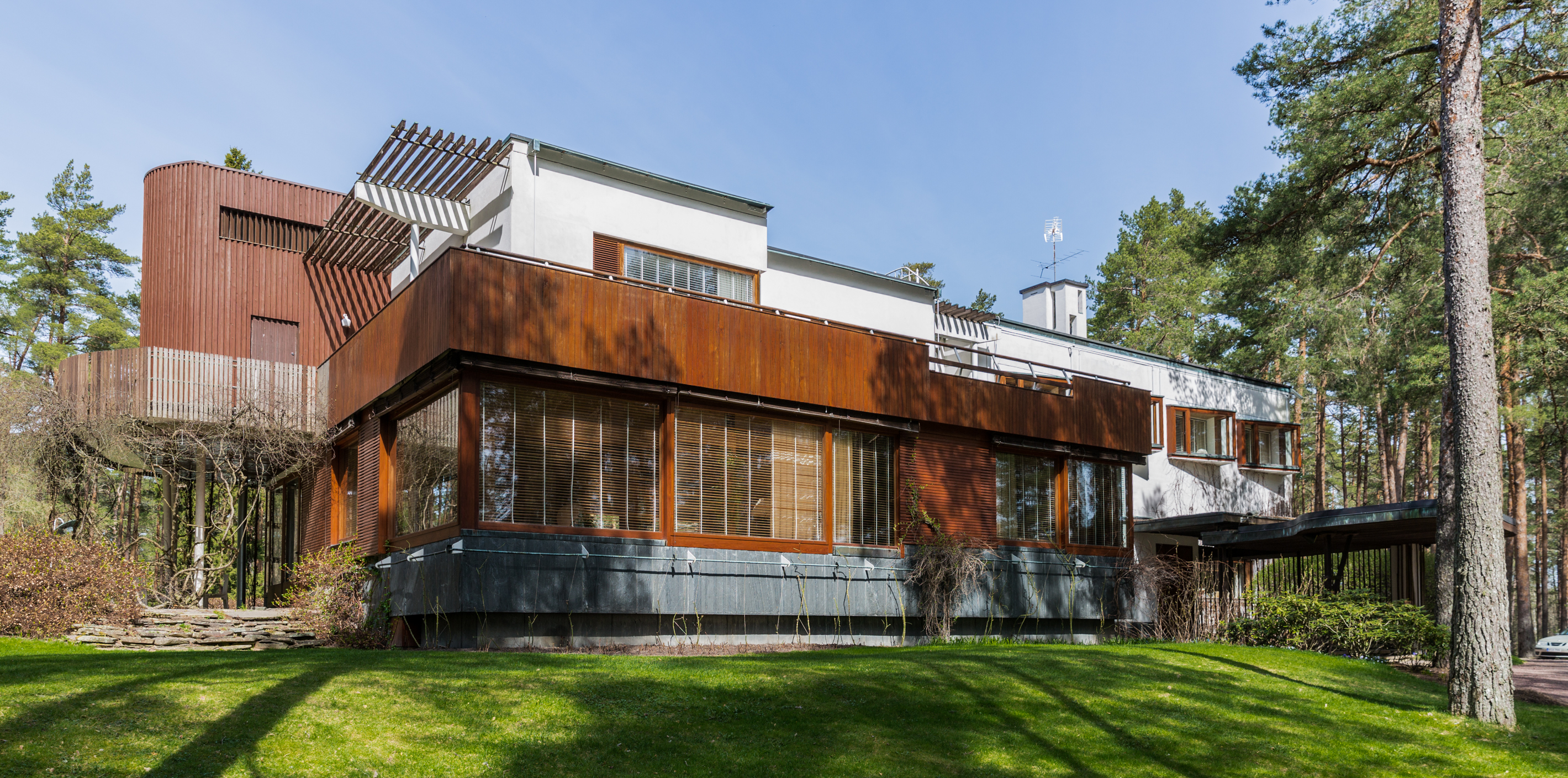
ویلا مایرا، اثر آلوار آلتو، در نورمارکو، فنلاند.

ویلا مایرا (به فنلاندی: Villa Mairea) یک ویلا، مهمان خانه و اقامتگاه روستایی است که معمار مدرن فنلاندی الوار آلتو برای هری و مایر گولیچسن در نورمارکوکو فنلاند طراحی کرده و ساخته است. این ساختمان در سال ۱۹۳۸–۱۹۳۸ ساخته شده‌است.
گولیچسن‌ها یک زوج ثروتمند و از اعضای خانواده آلشتروم بودند. آنها به آلتو گفته بودند که او باید این خانه را یک «خانه آزمایشی» قلمداد کند. به نظر می‌رسد آلتو با خانه به عنوان فرصتی برای گرد هم آوردن همهٔ موضوعاتی که تا به آن زمان در کارهایش او را درگیر کرده بود ولی فرصت در کنار هم گذاشتنش را نداشته‌است، برخورد کرده‌است.
امروزه ویلا مایرا یکی از مهمترین ساختمان‌هایی است که آلتو در طول حرفه خود طراحی کرده‌است.